# Albatros W.4
Albatros W.4 – niemiecki jednomiejscowy pływakowy wodnosamolot myśliwski z okresu I wojny światowej, zbudowany w firmie Albatros Flugzeugwerke.

## Powstanie i produkcja
W maju 1916 roku niemiecka marynarka wojenna zaprosiła kilka firm do skonstruowania wodnosamolotów myśliwskich do osłony baz lotnictwa morskiego. Między innymi, 16 maja 1916 roku zamówiła w firmie Albatros Flugzeugwerke budowę trzech prototypów samolotu Albatros W.4. Były one budowane w zakładach wodnosamolotów Albatrosa w Friedrichshagen nad jeziorem Müggelsee pod Berlinem. Samolot został skonstruowany w oparciu o udany myśliwiec Albatros D.I i wyglądał, jak D.I na pływakach, lecz był większy (m.in. zwiększono rozpiętość skrzydeł o 1 metr i rozpiętość usterzenia).

Silnik Mercedes D.IIIa eksponowany w MLP w Krakowie

Pierwszy prototyp (nr 747) został dostarczony do jednostki testowania wodnosamolotów SVK (Seeflugzeug Versuchs Kommand) w Warnemünde 28 sierpnia 1916 roku, pozostałe we wrześniu i grudniu (nr 765 i 786). Testy były obiecujące i 5 września marynarka zamówiła pierwszą serię 10 samolotów (o numerach 902-911). W lutym 1917 roku, 9 z nich skierowano do prób w jednostkach bojowych. Podczas testów prototypów i eksploatacji wprowadzano modyfikacje, m.in. ulepszone typy pływaków (z uwagi na ich przyspieszone zużycie). Zaszła też konieczność wymiany chłodnic po bokach kadłuba na bardziej efektywną chłodnicę w górnym płacie. W końcowych seriach wprowadzono lotki na górnym i dolnym płacie, polepszające manewrowość (początkowo tylko na górnym). Pierwsza seria była uzbrojona w 1 zsynchronizowany karabin maszynowy, kolejne serie, dostarczane od kwietnia 1917 roku, w 2 km-y.
Do grudnia 1917 roku zbudowano 118 samolotów W.4 łącznie z prototypami (serie o numerach 902-911, 948-967, 1107-1116, 1302-1326, 1484-1513, 1719-1738).

## Służba
Albatros W.4 był udanym samolotem, o lepszych parametrach, manewrowości i widoczności z kabiny od konkurencyjnego Hansa-Brandenburg KDW. Jednakże, pod koniec 1917 roku Kaiserliche Marine doszła do wniosku, że większe możliwości bojowe mają myśliwce dwumiejscowe, ze stanowiskiem strzelca, jak myśliwskie wersje Friedrichshafen FF.33 i Hansa-Brandenburg W.12 i zaprzestała zakupów jednomiejscowych myśliwców. Wyprodukowane Albatrosy W.4 skierowano wobec tego na drugorzędne teatry działań, zmagazynowano lub przeznaczono do szkolenia. 
Z powodu małej intensywności używania, 1 sierpnia 1918 roku Kaiserliche Marine miała wciąż 89 Albatrosy W.4, z tego 4 w bazach nad Morzem Północnym, a 5 w Turcji, natomiast 56 było zmagazynowane, a pozostałe głównie w bazach szkolnych.
W lipcu 1918 roku, 8 Albatrosów przekazano marynarce wojennej Austro-Węgier w zamian za silniki Austro-Daimler. Otrzymały one oznaczenia E.5 – E.12, lecz nie doszło do ich użycia bojowego.

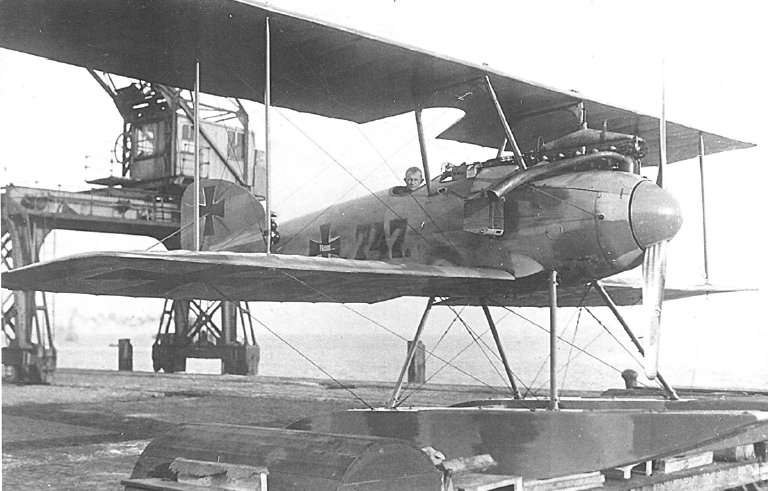
Prototyp nr 747
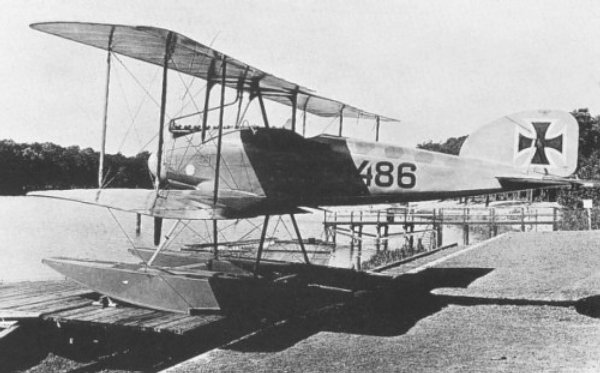
Samolot późnej serii nr 1486